# Constant Verick

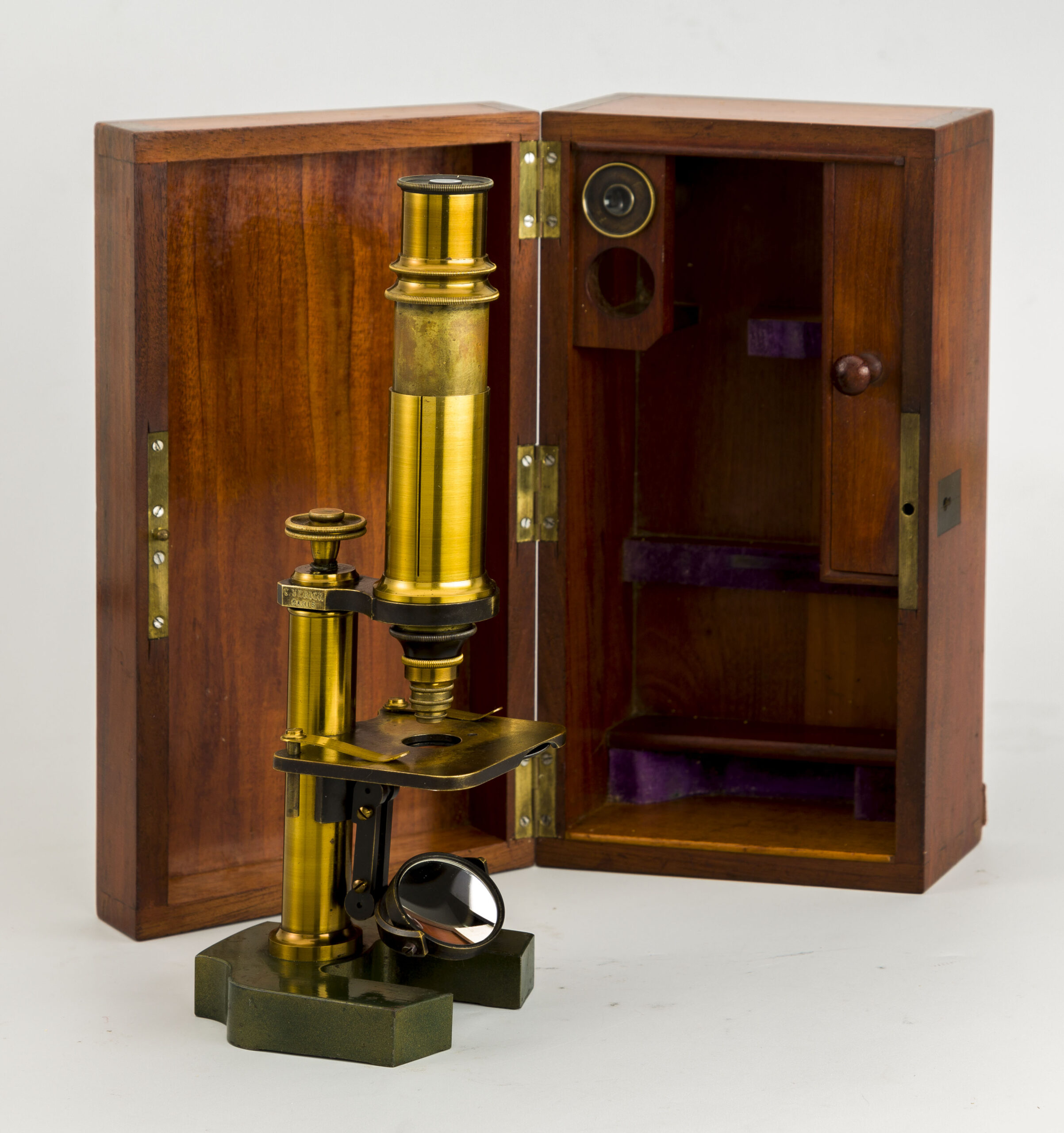
Monocular Microscope Constant Verick Perea-Borobio collection

Constant Verick (1829-1892) est un artisan français, constructeur d'instruments d'optique à Paris entre 1870 et 1885. Il est formé dans l'atelier d'Edmund Hartnack. Il a pour successeur Maurice Stiassnie.

## Biographie
Marie Constant Verick est né le 22 mai 1829 dans le 5e arrondissement de Paris. Il est fils naturel de Françoise-Claire Verick. Il affiche sa filiation professionnelle et inscrit sur certains de ses microscopes: 
« Élève spécial d'E. Hartnack »
Le 24 juin 1869, il se marie à la mairie du 5e arrondissement de Paris avec Anne-Marie Moser, née à Eberschwang (Autriche) le 7 avril 1838. Anne-Marie Moser était veuve de Jean-Christophe Kleinod, opticien, établi rue de la Parcheminerie no 2, décédé le 4 avril 1866 à 32 ans. Or Jean-Christophe Kleinod était un neveu de Georg Oberhäuser, né comme lui à Ansbach, en Bavière, et le beau-frère d'Edmund Hartnack qui est témoin au mariage.
Il est probable que Constant Verick assure la direction de l'entreprise Kleinod dès 1866 et en prend possession en 1869, un an avant la déclaration de la guerre franco-prussienne qui obligera Edmund Hartnack à quitter Paris et à s'établir à Potsdam. Verick inscrit sur certains de ses microscopes:
« C. Verick, successeur de Kleinod, 2 rue de la Parcheminerie, Paris »
Les époux Verick n'ont pas d'enfants. Aucun enfant portant le nom de Verick n'est mentionné dans les registres d'état civil du 5e arrondissement de Paris. Ceci exclut que Maurice Stiassnie, successeur de Verick, soit aussi son gendre.
Entre 1882 et 1885, Constant Verick cède son entreprise à son chef d'atelier, Maurice Stiassnie. Il se retire à Clamart, 22 rue de Sèvres, où il meurt le 30 octobre 1892. Son épouse meurt à Clamart le 26 août 1898.
Son tombeau, orné de son buste sculpté par Jean-André Delorme, est situé dans la 17e division du cimetière du Montparnasse.